# George Karl
George Matthew Karl (né le 12 mai 1951 à Penn Hills, Pittsburgh, Pennsylvanie) est un joueur puis entraîneur de basket-ball. Il est le huitième entraineur de NBA à obtenir 1 000 victoires, les six autres étant Don Nelson, Lenny Wilkens, Pat Riley, Jerry Sloan, Phil Jackson et Larry Brownainsi que Gregg Popovitch.

## Biographie

### Carrière de joueur
Après une carrière de joueur à l'Université de Caroline du Nord, il signe en 1973 avec les Spurs de San Antonio alors en ABA (ligue concurrente de la NBA). En 1976, les Spurs de San Antonio rejoignent la NBA et Karl y jouera alors pendant deux ans avant de devenir entraîneur assistant pour l'équipe.

### Entraîneur en CBA
Il devient ensuite entraîneur principal des Montana Golden Nuggets avec lesquels il gagnera les titres d'entraîneur de l'année en CBA en 1981 et 1983.

### Premier pas d'entraîneur en NBA et retour en CBA
En 1984, Karl devient entraîneur des Cavaliers de Cleveland dont il est renvoyé en 1986. Il entraîne alors les Warriors du Golden State jusqu'en 1988 puis les Patroons d'Albany en CBA, gagnant la récompense d'entraîneur de l'année en 1991.

### SuperSonics de Seattle
Karl refait son entrée en NBA en devenant entraîneur des SuperSonics de Seattle de 1991 à 1998, les menant à la finale de la NBA en 1996. Celle-ci est perdue face aux Bulls de Chicago.

### Bucks de Milwaukee
En 1998, il devient entraîneur des Bucks de Milwaukee et se fait renvoyer après la saison 2003.

### Nuggets de Denver
Il revient en NBA en 2005 en tant qu'entraîneur des Nuggets de Denver.
Après avoir conduit les Denver Nuggets au meilleur bilan de leur histoire en NBA avec 57 victoires et 25 défaites il est élu entraîneur de l'année 2012-2013. Malgré ce titre et ce bilan, troisième place de la conférence Ouest, il est renvoyé par les dirigeants des Nuggets le 6 juin 2013. Plusieurs raisons expliquent cette décision : George Karl, a qui il reste un an de contrat, désire prolonger celui-ci avant le début de la nouvelle saison pour s'éviter toute pression supplémentaire. D'autre part, la direction de la franchise reproche un échec au premier tour des playoffs, quatre à deux face aux Warriors de Golden State. La gestion de l'effectif est également un sujet de litiges : la direction reproche l'utilisation de JaVale McGee en tant que remplaçant alors que ce dernier a signé un contrat de 44 millions de dollars sur quatre ans avant la saison 2012-2013. Ils estiment également que le rookie français Evan Fournier n'a pas été suffisamment utilisé, au contraire du vétéran Andre Miller.
Au total, George Karl dirige 680 matchs de saison régulière à la tête des Nuggets, pour un bilan de 423 victoires et 257 défaites soit un pourcentage de 62,2 %. Lors de ses neuf saisons, le club dispute chaque année les playoffs, mais ne parvient à franchir le premier tour qu'à une seule occasion. Son bilan en playoffs est de 59 rencontres, 21 victoires et 38 défaites.

### Kings de Sacramento
Le 12 février 2015, le journal The Sacramento Bee annonce que Karl devient l'entraîneur des Kings de Sacramento après le All-Star Game.